# Ernst Krogius
Ernst Edvard Krogius (ur. 6 czerwca 1865 w Helsinkach, zm. 21 września 1955 w Kopenhadze) – fiński żeglarz i działacz sportowy, olimpijczyk, zdobywca brązowego medalu w regatach na Letnich Igrzyskach Olimpijskich w 1912 roku w Sztokholmie.
Na Letnich Igrzyskach Olimpijskich 1912 zdobył brąz w żeglarskiej klasie 12 metrów. Załogę jachtu Heatherbell tworzyli również Max Alfthan, Erik Hartvall, Jarl Hulldén, Sigurd Juslén, Axel Krogius, Eino Sandelin i John Silén.
Członek Fińskiego Komitetu Olimpijskiego i jego prezes w latach 1919–1934. W latach 1920–1948 również członek Międzynarodowego Komitetu Olimpijskiego.